# Ананда Шанкар
Ананда Шанкар (на английски: Ananda Shankar) е бенгалски музикант, известен със смесването си на западни и източни музикални стилове. Женен е за Танусре Шанкар.

## Начало в живота
Роден е в Алмора в Утар Прадеш, Индия. Син е на Амала и Удай Шанкар, популярни танцьори, и е племенник на всеизвестния ситарист Рави Шанкар. Получава образованието си в училището Скиндия Скул. Забележително е, че Ананда не изучава ситара от чичо си, а от Лалмани Мисра в Банараския индуски университет.

## Професионално развитие
В края на 60-те години Шанкар пътува до Лос Анджелис, където свири с много свои съвременници, включително Джими Хендрикс. Там подписва с „Рипрайс Рекърдс“ и издава първия си, едноименен албум през 1970 година. Той включва оригинален класически индийски материал, заедно с кавър версии на основата на ситара на хитове като Jumpin' Jack Flash (на „Ролинг Стоунс“) и Light My Fire (на „Дорс“).
Връща се в Индия в началото на 70-те, за да продължи да прави музикални експерименти, и през 1975 г. издава своя най-добре посрещнат от критиката албум, Amanda Shankar And His Music. Това е джаз-фънк смесица от източен ситар, западна рок китара, табла и мридангам, барабани и синтезатори Муг. След като дълги години е с изчерпан тираж, Amanda Shankar And His Music е преиздаден на компакт диск през 2005 година.
След като работи в Индия в края на 70-те и 80-те, Шанкар отново навлиза в средите на западната музика в средата на 90-те благодарение на клубните диджейски сетове, особено в Лондон. Музиката му е представена на по-широк кръг хора след излизането на популярния реър грув сборен албум, Blue Juice Vol. 1. на „Блу Ноут Рекърдс“ от 1996 година. Той включва двете отличителни работи от Amanda Shankar And His Music – Dancing Drums и Streets of Calcutta.

## Дискография
- Ananda Shankar, 1970 (LP, Reprise 6398/CD, Collectors' Choice CCM-545)
- Ananda Shankar And His Music, 1975 (EMI India)
- India Remembers Elvis, 1977 (EP EMI India S/7EPE. 3201)
- Missing You, 1977 (EMI India)
- A Musical Discovery of India, 1978 (EMI India)
- Sa-Re-Ga Machan, 1981 (EMI India)
- 2001, 1984 (EMI India)
- Temptations, 1992 (Gramaphone Company of India)
- Ananda Shankar: Shubh – The Auspicious, 1995
- Ananda, 1999 (EMI India)
- Arpan, 2000 (EMI India)
- Walking On, 2000 (Real World 48118 – 2, with State of Bengal)
- Ananda Shankar: A Life in Music – The Best of the EMI Years, 2005 (Times Square TSQ-CD-9052)